# División del Norte (México)
La División del Norte fue la formación militar encabezada por el general Francisco Villa, que obtuvo importantes triunfos en la lucha de la Revolución mexicana. La División del Norte se componía sobre todo de gente del pueblo, rancheros, vaqueros, caporales y otros elementos de la población rural del norte de México. También dio cabida a miembros del ejército federal que lamentaban el asesinato de Francisco I. Madero, por las fuerzas de Victoriano Huerta.
Pancho Villa recibió apoyo de un militar de alta escuela, el general Felipe Ángeles, quien durante la campaña de 1913 a 1914 hacia la Ciudad de México siempre fue su asesor estratégico y militar. La División del Norte dominó militarmente el norte del país, lo que permitió a Pancho Villa implantar en esa región una serie de reformas sociales y políticas. La División del Norte, al mando de Pancho Villa, tomó las plazas federales de Ciudad Juárez, Chihuahua, Torreón, Saltillo, Zacatecas, entre otras. Después del triunfo revolucionario contra Huerta, en julio de 1914, Villa rompió con Venustiano Carranza.
Venustiano Carranza huyó a Veracruz y desde allí lanzó la contraofensiva contra Villa, con la fuerza militar del general Álvaro Obregón.
Álvaro Obregón logró derrotar definitivamente a la División del Norte, en 1915, en las famosas batallas del Bajío como son: batalla de Celaya, batalla de Trinidad, batalla de León, en donde Obregón perdió un brazo. A partir de entonces, Villa se replegó a Chihuahua, y la División del Norte comenzó su dispersión, hasta quedar reducida a un puñado de hombres que siempre fue fiel a su jefe Pancho Villa. Ya actuando como el famoso guerrillero del norte llegó en 1916 a atacar la población de Columbus, Nuevo México. Después hubo más enfrentamientos entre las fuerzas Villistas y el ejército estadounidense durante la expedición punitiva, donde las fuerzas invasoras sufrieron varias derrotas.

## Organización
La División del Norte estaba conformada por 20 cuerpos militares, que fueron:
- Brigada Villa.- Jefe: Gral. José Rodríguez.
- Brigada González Ortega.- Jefe: Gral. Toribio Ortega Ramírez
- Brigada Cuauhtémoc.- Jefe: Gral. Trinidad Rodríguez Quintana.
- Brigada Morelos.- Jefe: Gral. Tomás Urbina Reyes.
- Brigada Benito Juárez.- Jefe: Gral. Maclovio Herrera Cano.
- Brigada Madero.- Jefe: Gral. Juan E. Contreras.
- Brigada Zaragoza.- Jefe: Gral. Eugenio Aguirre Benavides.
- Brigada Juárez de Durango.
- Brigada Primera de Durango.
- Brigada Robles. Jefe: Gral. José Isabel Robles.
- Brigada Chao.- Jefe: Gral. Manuel Chao.
- Brigada Leales de Camargo.- Jefe: Gral. Rosalío Hernández.
- Brigada Ceniceros.- Jefe: Gral. Severino Ceniceros.
- Brigada Guadalupe Victoria.- Jefe: Cor. Miguel González.
- Brigada Carranza.
- Fracción Yuriar.
- Tercios de Infantería.
- Artillería Divisionaria.
- Brigada Sanitaria.
- Escolta personal del general en jefe, Dorados.
- Estado Mayor.